# Volker Ullrich
Volker Ullrich (ur. 1943) – niemiecki historyk, żurnalista i autor książek o tematyce historycznej.

## Życiorys
Volker Ullrich urodził się w Celle, Dolna Saksonia w Niemczech podczas panowania nazistów. Studiował historię, literaturę, filozofię i edukację na Uniwersytecie w Hamburgu. Od 1966 do 1969 był asystentem profesora Egmonta Zechlina. W 1975 r. po obronie rozprawy na temat ruchu robotniczego w Hamburgu na początku XX wieku, pracował jako nauczyciel w Hamburgu. Przez pewien czas był wykładowcą polityki na Uniwersytecie w Lüneburgu, a w 1988 został pracownikiem naukowym w hamburskiej Fundacji Historii Społecznej XX wieku. W 1990 roku Ullrich został szefem działu politycznego tygodnika Die Zeit.
Ullrich publikuje artykuły i książki na temat historii XIX i XX wieku. W 1996 r. zrecenzował tezę postulowaną w książce Daniela Goldhagena "Chętni kaci Hitlera", która wywołała nową debatę wśród historyków.
W 1992 roku został odznaczony nagrodą Alfred Kerr dla krytyków literackich, a w 2008 roku otrzymał honorowy doktorat z Uniwersytetu w Jenie.

## Wybór publikacji w języku angielskim
- The Hamburg labour movement from the eve of the First World War to the German Revolution of 1918–19|Revolution of 1918. Luedke, University of Hamburg, dissertation 1976
- The Nervous Superpower: the rise and fall of the German Empire from 1871 to 1918. S. Fischer, Frankfurt 1997, ISBN 3-10-086001-2
- Napoleon. A biography. Rowohlt Verlag, Reinbek 2004, ISBN 3-498-06882-2
- Bismarck (Life & Times). Haus Publishing 2008, ISBN 1-904950-84-1
- The Kreisauer Circle. Rowohlt Verlag, Reinbek 2008, ISBN 3-499-50701-3
- Hitler - A Biography, Volume 1: Ascent 1889-1939. S. Fischer Verlag 2013, ISBN 3-10-086005-5 (German edition). English translation: London The Bodley Head 2016, ISBN 978-1-847-92285-4
- Hitler - A Biography, Volume 2: Downfall 1939-45 London The Bodley Head 2020, ISBN 978-1-847-92287-8